# Queenhithe

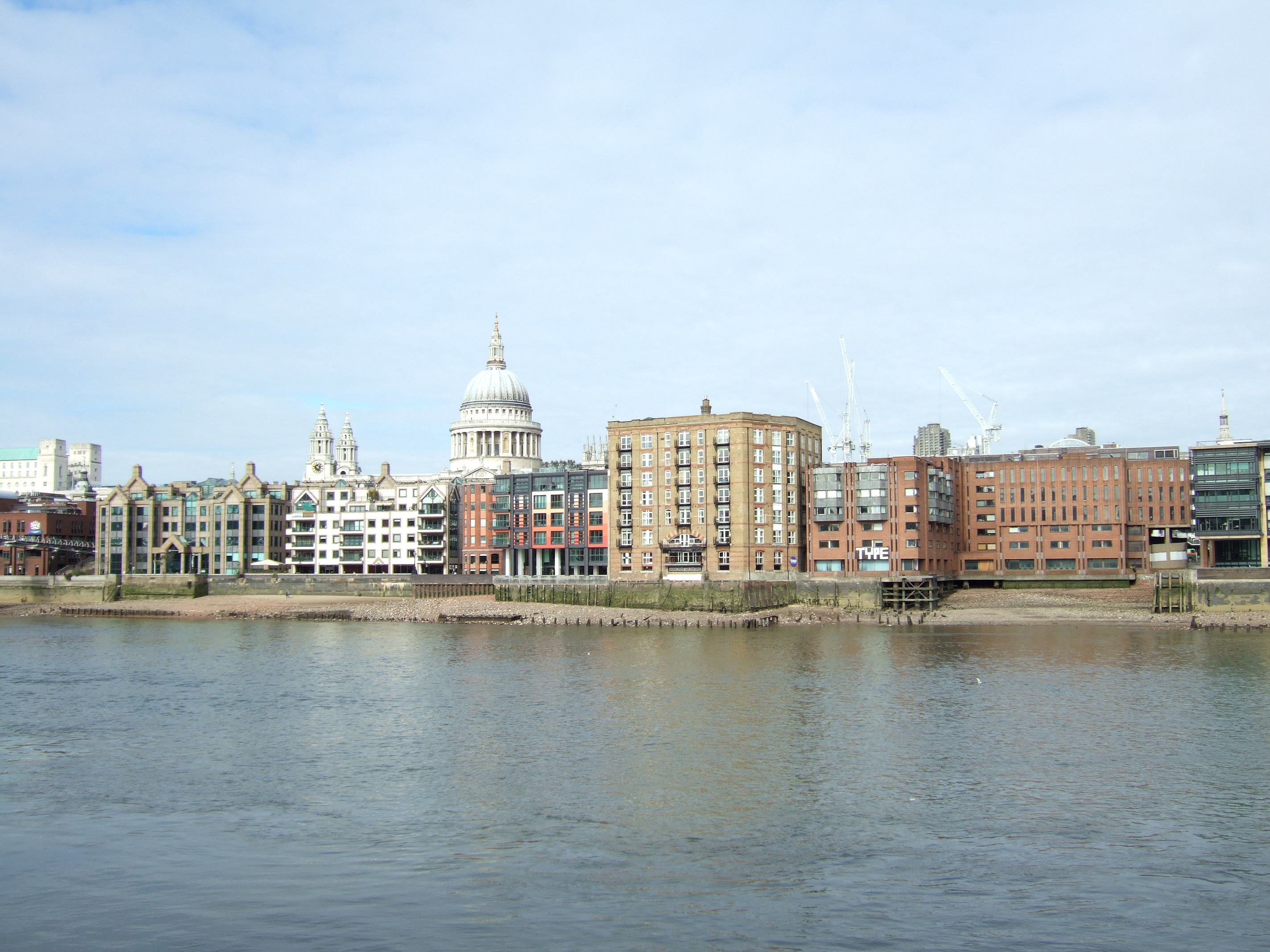
Das Themseufer in Queenhithe von Bankside aus. Blickrichtung stromaufwärts links. Das Queenhithe Dock liegt auf der rechten Seite.

Queenhithe ist ein kleiner Wahlkreis in der City of London und liegt an der Themse, die auch seine südliche Begrenzung darstellt. Er liegt südlich der St Paul’s Cathedral. Die Millennium Bridge führt in Queenhithe in die Innenstadt.
Queenhithe Dock ist der Name eines alten Hafenbeckens, das heute nicht mehr in Benutzung ist. Eine kleine Straße entlang dieses Hafenbeckens trägt ebenfalls diesen Namen.
Die Bevölkerung dieses Wahlkreises belief sich 2009 auf 280 Einwohner.

## Geschichte
Der Name des Wahlkreises leitet sich aus „Queens Dock“, oder „Queen’s Quay“ ab, vermutlich der Name eines römischen Hafenbeckens oder kleinen Hafens, der in angelsächsischer Zeit als „Aedereshyd“, später als „Ethelred’s Hyhte“ bekannt war. Das Hafenbecken existierte in der Zeit, als der König von Wessex, Alfred der Große, die Innenstadt von London wieder aufbaute (ca. 886 n. Chr.). Der Name wurde erst in „Queenhithe“ geändert, als Matilda, Tochter von Heinrich I., Zölle auf die dort angelandeten Waren zugesprochen wurden. Das Queenhithe Dock gibt es bis heute; es ist aber schon längst nicht mehr in Gebrauch und stark verschlufft, da es im Ästuar der Themse liegt. Das Queenshithe Dock wurde zur Einfuhr von Mais nach London genutzt und war bis ins 20. Jahrhundert auch für den Pelzhandel im Gebrauch. Da das Hafenbecken allerdings oberhalb der London Bridge lag, konnten speziell auch Segelschiffe von See aus dort nicht einfahren.
Die Bombenangriffe des Zweiten Weltkriegs zerstörten ungefähr zwei Drittel der Gebäude im Wahlkreis.
Der Bau der Millennium Bridge begann 1998 und sie wurde 2000 eröffnet; zuvor gab es dort keine Brücke zum Südufer der Themse. Der Bau der Brücke, die eine direkte Fußgängerverbindung vom Südufer (an der Tate Gallery of Modern Art) zur St. Paul’s Cathedral schuf, sorgte für eine dramatische Zunahme des Stroms von Touristen und Stadtangestellten, die durch das Viertel laufen.

## Einrichtungen

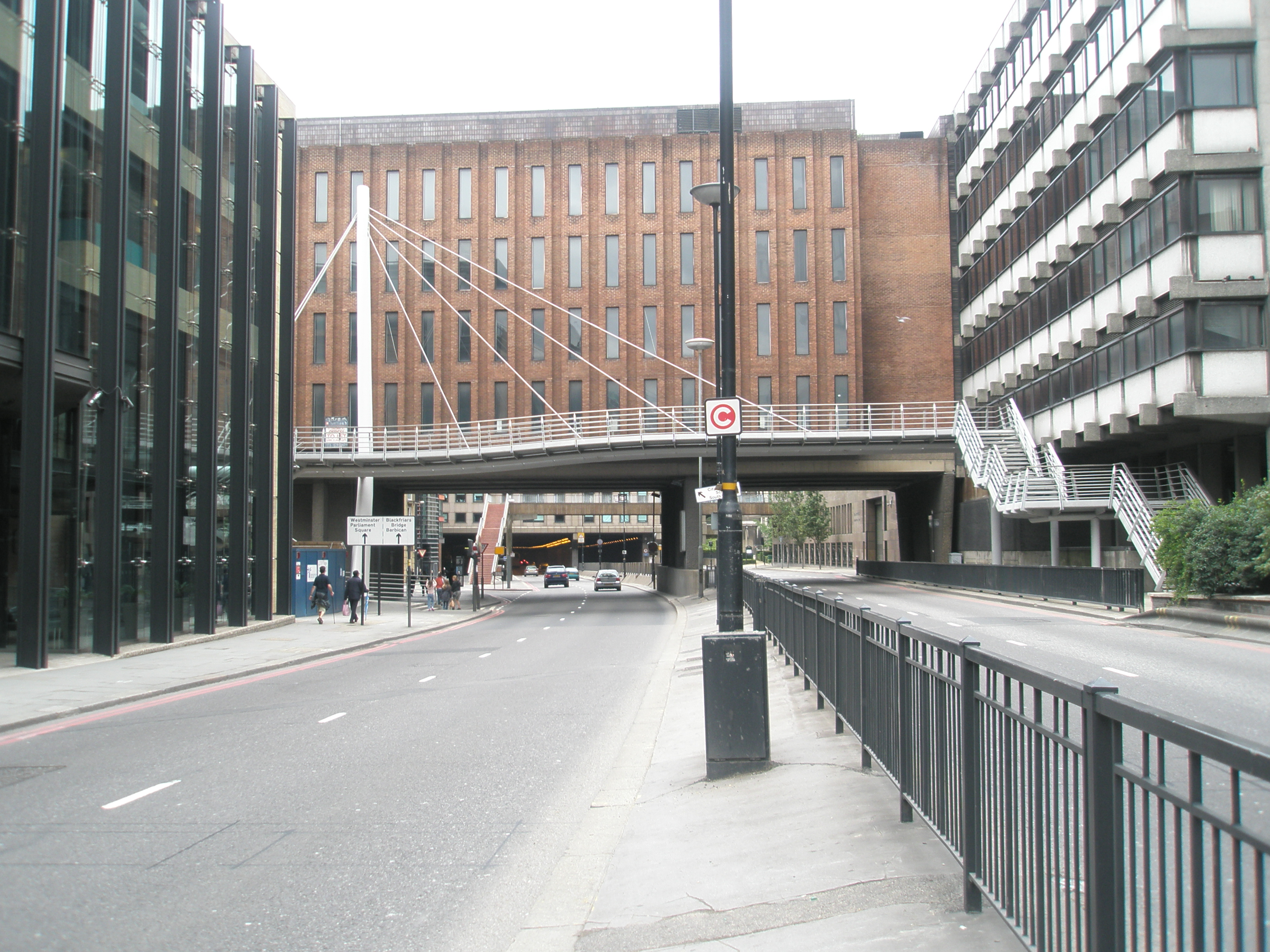
Upper Thames Street, eine wichtige Verkehrsader (A3211)

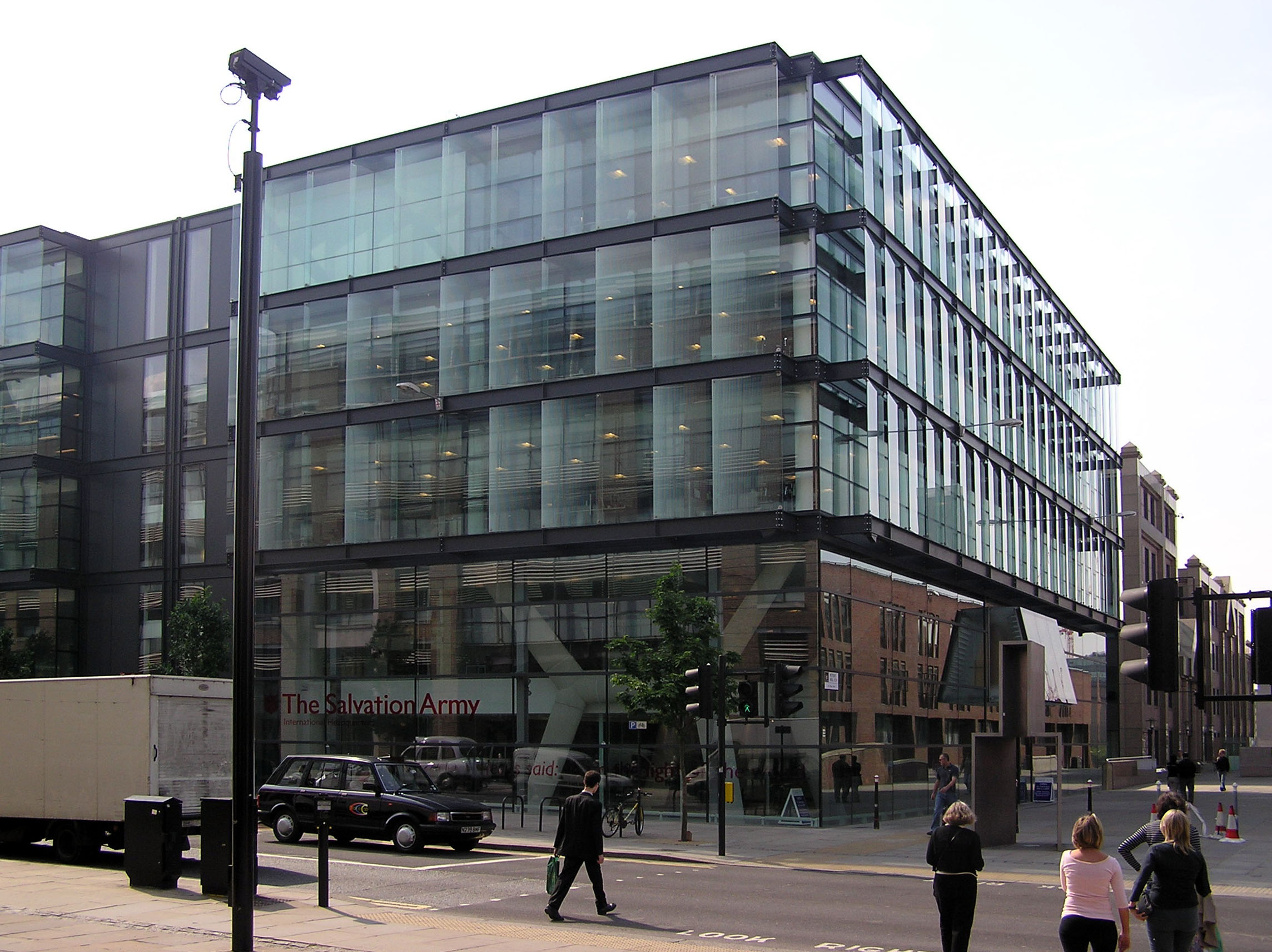
Hauptverwaltung der Heilsarmee

Im Wahlkreis befindet sich die City of London School (Ganztagesschule für Knaben) und die Painters and Stainers Hall (ehemals Malerinnung, heute eine Wohlfahrtsgesellschaft). Die internationale Hauptverwaltung der Heilsarmee befindet sich an der Ecke Queen Victoria Street / Peter’s Hill (Letztere ist die Straße, die von der Millennium Bridge zur St. Paul’s Cathedral führt) und wurde kürzlich renoviert.
Der Wahlkreis hat eine komplexe städtische Topografie, hauptsächlich wegen der Entwicklung seit dem Zweiten Weltkrieg. Die Upper Thames Street verläuft unterhalb des Peter’s Hill und einiger großer Bauten, die nach dem Krieg entstanden, wie das Millennium Bridge House und das Queensbridge House (das in Kürze umgebaut werden soll). Es gibt noch eine Reihe alter Straßen und Alleen, wovon einige die Hauptverkehrsachse mit Fußgängerbrücken kreuzen.
Die walisische Kirche St Benet Paul’s Wharf liegt im Nordwesten des Wahlkreises. Zwei frühere Kirchen – St. Michael Queenhithe und St. Mary Somerset – lagen ebenfalls im Wahlkreis.
Der Wahlkreis ist eines der kleineren Wohngebiete, die es in der sonst gewerbeorientierten Londoner City gibt. Das Sir John Lyon House und das Globe View sind kürzlich erbaute Wohnblocks.

### Uferweg
Ein öffentlicher Fußweg führt im Bereich der Londoner City am ganzen Themseufer entlang, mit Ausnahme eines kurzen Stückes in Queenhithe. Im Moment müssen die Fußgänger entlang der High Timber Street laufen, da der Uferweg zwischen Broken Wharf und der Straße Queenhithe noch nicht verfügbar ist.

## Grenzen des Wahlkreises
Die heutige Grenze des Wahlkreises verläuft von der Themse im Westen nördlich über White Hall (westlich der Städtischen Schule), dann östlich über die Queen Victoria Street und den Lambeth Hill hinunter. Eine kurze Strecke verläuft die Grenze dann entlang der Upper Thames Street, um sich dann Norden der Huggin Hill hinauf zu wenden, wo sie Painters Hall mit einschließt und sich dann nach Süden zum Fluss hin wendet, wo sie auch das gesamte Queensbridge House mit einschließt. Auf ihrem Weg zum Fluss überquert die Grenze die Upper Thames Street und verläuft entlang der Straße Queenhithe, wobei das alte Hafenbecken mit eingeschlossen wird.
An den Wahlkreis Queenhithe grenzen die Wahlkreise Castle Baynard im Westen, Bread Street im Norden, Vintry im Osten und London Borough of Southwark im Süden (auf der anderen Seite der Themse) an.

## Politik
Queenhithe ist einer von 25 Wahlkreisen in der Londoner City, wovon jeder einen Beigeordneten (Alderman) wählt, der im Court of Aldermen and Commoners sitzt (dem Gegenstück zum Ratsherr (Counciler) im Court of Common Council der City of London Corporation). Nur wer den Status Freedom of the City of London hat, ist wählbar.
Der derzeitige Alderman des Wahlkreises ist Ältermann Gordon Haines.